# Bahanna
Bahanna (łac. Diœcesis Bahannensis) – stolica historycznej diecezji w Cesarstwie Rzymskim (prowincja Bizacena), współcześnie w Tunezji. Od 1933 katolickie biskupstwo tytularne.

## Biskupi tytularni
| Lp. | Biskup                    | Od                | Do                   |
| --- | ------------------------- | ----------------- | -------------------- |
| 1   | James Odongo              | 25 listopada 1964 | 19 sierpnia 1968     |
| 2   | Noël Laurent Boucheix SMA | 1 stycznia 1969   | 6 sierpnia 1976      |
| 3   | Philip Harvey             | 28 marca 1977     | 2 lutego 2003        |
| 4   | Christopher Prowse        | 4 kwietnia 2003   | 18 czerwca 2009      |
| 5   | Thomas Vũ Đình Hiệu       | 25 lipca 2009     | 24 grudnia 2012      |
| 6   | Titus Joseph Mdoe         | 16 lutego 2013    | 15 października 2015 |
| 7   | Wołodymyr Hruca CSsR      | 14 stycznia 2016  |                      |